# عز الدين إسماعيل
الدكتور عز الدين إسماعيل عبد الغني (القاهرة، 29 يناير 1929 - 2007)، ناقد وأستاذ جامعي مصري، تقاسم جائزة الملك فيصل العالمية في اللغة العربية والأدب لسنة 1420 هـ/2000 م مع الدكتور عبد الله الطيب، ووسام العلوم والفنون من الطبقة الأولى سنة 1990، وجائزة مبارك في الآداب.

## تدرجه التعليمي والأكاديمي
ولد عز الدّين إسماعيل في القاهرة في 29 يناير 1929، وتلقَّى تعليمه فيها، حيث حصل على درجة الليسانس من قسم اللغة العربية بكلية آداب جامعة القاهرة سنة 1951، ثم درجة الماجستير في الآداب من قسم اللغة العربية بكلية آداب جامعة عين شمس سنة 1954، ثم على درجة الدكتوراه في الآداب مع مرتبة الشرف الأولى من نفس القسم سنة 1959، ثم رقي إلى درجة الأستاذية في الأدب والنقد سنة 1972.
تولى عز الدين إسماعيل عمادة كلية آداب جامعة عين شمس في الفترة من 1980 إلى 1982، وعُين أستاذًا متفرغًا بقسم اللغة العربية بكلية آداب جامعة عين شمس بعد بلوغه الستين سنة 1989.

## أستاذًا زائرًا
درّس عز الدين إسماعيل في جامعات أم درمان الإسلامية بالسودان وبيروت العربية ومحمد الخامس بالمملكة المغربية والملك سعود بالمملكة العربية السعودية، كما قام بزيارات علمية قصيرة إلي كل من اليمن والأردن والعراق ودولة الإمارات العربية المتحدة والكويت وتونس وألمانيا والبحرين.

## مناصب إدارية
عمل عز الدين إسماعيل مديرًا للمركز الثقافي العربي في بون بألمانيا الغربية (1964 - 1965)، واختير عميدًا لكلية آداب جامعة عين شمس سنة 1980، كما رأس مجلس إدارة الهيئة المصرية العامة للكتاب سنة 1982، وعُين أمينًا عامًا للمجلس الأعلى للثقافة سنة 1984، ثم رئيسًا لأكاديمية الفنون سنة 1985.

## عضوية الجمعيات الأدبية والثقافية
كان عز الدين إسماعيل عضوًا في كل من جماعة الأمناء (1951) والجمعية الأدبية المصرية (1954) والجمعية الدولية لدراسة السرديات الشعبية (1980) والجمعية المصرية للنقد الأدبي (1988) وجمعية محبي الفنون الجميلة (1989) وأتيليه القاهرة الفني والثقافي (1991) واتحاد كتاب مصر والمجمع اللغوي في دمشق.

## من كتاباته

### نقد
- الأسس الجمالية في النقد العربي[5][5]،
- قضايا الإنسان في الأدب المسرحي،
- الشعر العباسي: الرؤية والفن،
- الشعر العربي المعاصر: قضاياه وظواهره الفنية والمعنوية،
- التفسير النفسي للأدب،
- المصادر الأدبية واللغوية في التراث العربي،
- الفن والإنسان،

### شعر
- دمعة للأسى.. دمعة للفرح (ديوان شعري، 2000)
- محاكمة رجل مجهول (مسرحية شعرية، 1986)

### ترجمة
- رحلة إلى الهند، للروائي الإنجليزي إدوارد مورغان فورستر
- السفينة ديربنت، للروائي الطاجيكي يوري كريموف

## التكريم والجوائز
- جائزة القلم الذهبي (يوغوسلافيا، 1984)
- جائزة مؤسسة التقدم العلمي (الكويت، 1984)
- جائزة الدولة التقديرية (مصر، 1985)
- وسام العلوم والفنون من الطبقة الأولى (مصر، 1990)
- جائزة الملك فيصل العالمية في اللغة العربية والأدب (المملكة العربية السعودية، 2000)
- جائزة مبارك في الآداب